# 小羅特施泰因山
46°57′23″N 12°08′17″E / 46.956512°N 12.138017°E
小羅特施泰因山（德語：Kleiner Rotstein）是中歐的山峰，位於奧地利和意大利接壤的邊境，屬於里塞費納山脈的一部分，海拔高度3,048米，每年平均降雨量1,874毫米。